# Mézos
Mézos (gaskonsko Mesòs) je naselje in občina v francoskem departmaju Landes regije Akvitanije. Naselje je leta 2009 imelo 866 prebivalcev.

## Geografija
Kraj leži v pokrajini Gaskonji ob istoimenski reki, 63 km severozahodno od Mont-de-Marsana.

## Uprava
Občina Mézos skupaj s sosednjimi občinami Aureilhan, Bias, Mimizan, Pontenx-les-Forges in Saint-Paul-en-Born sestavlja kanton Mimizan s sedežem v Mimizanu. Kanton je sestavni del okrožja Mont-de-Marsan.

## Zgodovina
Naselbina Mézos, prvotno ozemlje Keltiberov, prvikrat omenjena sredi 12. stoletja, je zrasla vzdolž jezerske poti (la route des étangs), okoli ustanove malteških vitezov.

## Zanimivosti
- gotska cerkev sv. Janeza Krstnika iz 14. do 16. stoletja,
- cerkev sv. Petra.

## Vir
1. ↑  »Populations légales 2016«. Nacionalni inštitut za statistične in gospodarske raziskave. Pridobljeno 25. aprila 2019.
2. ↑  Almanah Župnije Saint-Joseph du Born, 2008.